# Expedició llibertadora del Perú
L'Expedició llibertadora del Perú va ser una força militar amfíbia creada el 1820 pel govern de Xile, amb la missió d'independitzar el Perú de l'Imperi Espanyol i afermar tant la seua sobirania com la de les Províncies Unides del Riu de la Plata. Per a dur-ho a terme, el 5 de febrer de 1819 va ser signat un tractat entre Xile i les Províncies Unides. La força expedicionària seria organitzada pel govern de Xile i els costos havien de ser reintegrats pel futur govern independent del Perú. Bernardo O'Higgins, com a director suprem de Xile, va nomenar el general argentí José de San Martín cap de l'exèrcit i el marí escocés Thomas Cochrane comandant de la flota naval. D'aquesta manera, l'«Exèrcit Libertador del Perú», denominat així per decret suprem del Congrés de Xile el 19 de maig de 1820, era l'Exèrcit Unit Llibertador de Xile, una força combinada d'unitats de l'Exèrcit de Xile juntament amb les de l'Exèrcit dels Andes.
Posteriorment, una vegada desembarcats, amb la reunió d'aquest exèrcit expedicionari, provinent de Valparaíso, amb les unitats noves creades de l'Exèrcit del Perú es va donar origen a l'Exèrcit Unit Llibertador del Perú.